# Isla Princesa Real
La isla Princesa Real (en inglés, Princess Royal Island) es la isla más grande de la costa norte de la Columbia Británica, Canadá. Se encuentra rodeada por varios entrantes de mar e islas costeras localizadas al este del estrecho de Hécate. Con una superficie de 2.251 km², es la cuarta isla más grande de la Columbia Británica, la 34.ª de Canadá y la 190ª del mundo. 
La isla fue nombrada en 1788 por el capitán Charles Duncan, con el nombre de su pequeño barco, la Princess Royal .

## Geografía
La isla está limitada:
- al sur, por el canal  Tolmie ( Tolmie Channel), un canal que la separa de las islas Swindle y Sarah;
- al este, por el canal de la Princesa Real (Princess Royal Channel), un largo canal que la separa de la parte continental;
- al norte, por el mismo canal de la Princesa Real, que la separa de la isla Gribbel;
- al oeste, por el canal Whale —que la separa de las isla Gil (231 km²) y Campania (127 km²)—, el Caamaño Sound y el canal Laredo, que la separa de la isla Aristazabal (420 km²).

La isla tiene una forma bastante irregular, con dos grandes entrantes en la costa occidental, el Surf Inlet y el Laredo Inlet, que casi la dividen en varias partes. En el interior hay bastantes  lagos, siendo los mayores el lago Whalen y el lago Butedale, al norte de la isla. 

## Acceso y asentamientos
La isla está situada en una zona muy remota de la Columbia Británica, a unos 520 km al norte de Vancouver y 200 km al sur de Prince Rupert. Es accesible solo por barco o por aire. El Pasaje Interior, la ruta de navegación de  ferries, corre a lo largo de su flanco oriental, por  una serie de canales que separan la isla  del continente. La isla está deshabitada, pero anteriormente hubo en ella algunos asentamientos e industrias: una comunidad del Surf Inlet, una ciudad minera del oro en el entrante del mismo nombre (aunque también conocido como puerto Belmont o Belmont), Buetdale, una ciudad minera, industria conservera, pesca y un albergue en la costa oriental de la isla. Las comunidades más cercanas son hoy Klemtu, en la isla Swindle y Hartley Bay, en la costa continental oriental de la isla Gil.

## Historia
Doce de los 17  tripulantes del avión U. S. Air Force 44-92075 fueron encontrados con vida aquí en 1950, durante el primer episodio de una bomba nuclear perdida de la Guerra Fría. El propio avión voló hacia el norte después de que  la tripulación fuese rescatada, estrellándose en el monte Kologet, al este del río Nass, en el noroeste de Hazelton. 

## Ecología y medio ambiente
La isla está clasificada por el Fondo Mundial para la Naturaleza  como parte de su sistema como ecorregión de la «selva tropical templada del Pacífico». En el sistema de  ecorregiones utilizado por  Medio Ambiente de Canadá (Environment Canada), la isla está en la «Ecozona Marítima del Pacífico». En el sistema de zonas giogeoclimaticas utilizado por el Ministerio de Bosques de la Columbia Británica (British Columbia Ministry of Forests), la isla es parte de la «zona de la costa occidental cicuta». 
En la isla habitan especies como el oso Kermode, el oso negro americano, el oso pardo, el ciervo, el lobo y el zorro, además de  poblaciones de anidación del águila real, águila calva y el mérgulo de mármol (Brachyramphus marmoratus), en peligro de extinción. La vida marina de la isla incluye abundante salmón, elefantes marinos, orcas y marsopas. La isla Princesa Real es un componente central de una campaña regional conservacionista que comprende la costa Norte y la costa Central, que ha sido llamado de la «selva de los grandes osos» (Great Bear Rainforest) por los grupos ecologistas.